# S. D. Burman
Sachin Dev Burman, noto come S. D. Burman (Comilla, 1º ottobre 1906 – Mumbai, 31 ottobre 1975), è stato un compositore indiano, attivo come autore di colonne sonore del cinema indiano.
Anche suo figlio Rahul Dev Burman, noto come R. D. Burman, è stato un compositore di Bollywood.

## Filmografia parziale
- Shikari (1946)
- Dil Ki Rani (1947)
- Do Bhai (1947)
- Chittor Vijay (1947)
- Vidya (1948)
- Shabnam (1949)
- Afsar (1950)
- Pyar (1950)
- Sazaa (1951)
- Naujawan (1951)
- Baazi (1951)
- Bahar (1951)
- Jaal (1952)
- Armaan (1953)
- Shahenshah (1953)
- Jeevan Jyoti (1953)
- Taxi Driver (1954)
- Angarey (1954)
- Devdas (1955)
- Munimji (1955)
- House No. 44 (1955)
- Funtoosh (1956)
- Paying Guest (1957)
- Pyaasa (1957)
- Nau Do Gyarah (1957)
- Solva Saal (1958)
- Lajwanti (1958)
- Chalti Ka Naam Gaadi (1958)
- Kala Pani (1958)
- Sitaron Se Aage (1958)
- Sujata (1959)
- Kaagaz Ke Phool (1959)
- Insaan Jaag Utha (1959)
- Manzil (1960)
- Kala Bazar (1960)
- Bombai Ka Babu (1960)
- Bewaqoof (1960)
- Ek Ke Baad Ek (1960)
- Baat Ek Raat Ki (1962)
- Dr. Vidya (1962)
- Naughty Boy (1962)
- Bandini (1963)
- Meri Surat Teri Ankhen (1963)
- Tere Ghar Ke Samne (1963)
- Ziddi (1964)
- Benazir (1964)
- Teen Devian (1965)
- Guide (1965)
- Jewel Thief (1967)
- Talash (1969)
- Aradhana (1969)
- Prem Pujari (1970)
- Ishq Par Zor Nahin (1970)
- Gambler (1971)
- Naya Zamana (1971)
- Sharmilee (1971)
- Chaitali (1971)
- Tere Mere Sapne (1971)
- Yeh Gulistan Hamara (1972)
- Zindagi Zindagi (1972)
- Anuraag (1972)
- Abhimaan (1973)
- Jugnu (1973)
- Chhupa Rustam (1973)
- Phagun (1973)
- Us Paar (1974)
- Prem Nagar (1974)
- Sagina (1974)
- Chupke Chupke (1975)
- Mili (1975)
- Barood (1976)
- Arjun Pandit (1976)
- Tyaag (1976)
- Aradhana (1976)

## Premi
- 1934: "Gold Medal, Bengal All India Music Conference"
- 1958: "Sangeet Natak Akademi Award"
- 1959: "Asia Film Society Award"
- 1964: "Sant Haridas Award"
- National Film Awards
  - 1970: "Best Male Playback Singer" (Aradhana: Safal Hogi Teri Aradhana)
  - 1974: "Best Music Direction" (Zindagi Zindagi)
- 1969: Padma Shri
- International Jury on Folk Music
  - 2007: "A Postage Stamp"
- Filmfare Awards
  - 1954: "Best Music Director Award" (Taxi Driver)
  - 1973: "Best Music Director Award" (Abhimaan)
  - 1959: "Best Music Director Award" (Sujata) : Nomination
  - 1965: "Best Music Director Award" (Guide) : Nomination
  - 1969: "Best Music Director Award" (Aradhana) : Nomination
  - 1970: "Best Music Director Award" (Talaash) : Nomination
  - 1974: "Best Music Director Award" (Prem Nagar) : Nomination
- BFJA Awards
  - 1965: "Best Music (Hindi Section)": Teen Devian
  - 1966: "Best Music (Hindi Section)": Guide
  - 1966: "Best Male Playback Singer (Hindi Section)": Guide
  - 1969: "Best Music (Hindi Section)": Aradhana
  - 1973: "Best Music (Hindi Section)": Abhimaan